# Avenue B
Avenue B è un album studio del 1999 di Iggy Pop.

## Il disco
Questo è il dodicesimo album di Iggy Pop come solista.
Poco dopo l'uscita dell'album è stato stampato anche un DVD live in Belgio intitolato Iggy Live At Avenue B, più commerciale rispetto ai live del passato e con uno stile un po' diverso dai precedenti ma con un effetto visivo decisamente maggiore.
La chitarra in questo album è affidata a Whitey Kirst che già dai primi anni novanta suonava con Iggy Pop.

## Tracce
1. No Shit – 1:21
2. Nazi Girlfriend – 2:57
3. Avenue B – 5:19
4. Miss Argentina – 4:14
5. Afraid to Get Close – 0:59
6. Shakin' All Over – 4:35
7. Long Distance – 4:56
8. Corruption – 4:23
9. She Called Me Daddy – 1:52
10. I Felt the Luxury – 6:30
11. Español – 4:10
12. Motorcycle – 2:42
13. Facade – 5:28

## Credits

### Cast artistico
- Percussioni - Lenny Castro
- Percussioni - Billy Martin
- Percussioni - Larry Mullins
- Basso - Hal Cragin
- Basso - Chris Wood
- Chitarra - Whitey Kirst
- Chitarra - Peter Marshall
- Chitarra - Iggy Pop
- Tastiere - Michael Chaves
- Tastiere - Iggy Pop
- Loop - Andrew Scheps
- Violino - David Mansfield
- Viola - David Mansfield
- Tabla - Larry Mullins
- Vibrafono - Larry Mullins
- Organo Hammond - John Medeski
- Organo Wurlitzer - John Medeski
- Voce - Iggy Pop

### Cast tecnico
- Arrangiatore - Ray Martino
- Arrangiatore - Hal Cragin
- Arrangiatore - Mark Howard
- Addetto Masterizzazione - Stephen Marcussen
- Addetto Modifiche Digitali - Spencer Chrislu
- Produttore - Iggy Pop
- Produttore - Don Was
- Direttore Artistico - Len Peltier